# Monticello (Arkansas)
Pour les articles homonymes, voir Monticello (homonymie).
La ville de Monticello (en anglais [mɒntɪsɛloʊ]) est le siège du comté de Drew, dans l’Arkansas, aux États-Unis.

## Démographie
| 1880 | 1890  | 1900  | 1910  | 1920  | 1930  |
| ---- | ----- | ----- | ----- | ----- | ----- |
| 891  | 1 285 | 1 579 | 2 274 | 2 378 | 3 076 |

| 1940  | 1950  | 1960  | 1970  | 1980  | 1990  |
| ----- | ----- | ----- | ----- | ----- | ----- |
| 3 650 | 4 501 | 4 412 | 5 085 | 8 259 | 8 116 |

| 2000  | 2010  | - | - | - | - |
| ----- | ----- | - | - | - | - |
| 9 146 | 9 467 | - | - | - | - |

## Source
- (en) Cet article est partiellement ou en totalité issu de l’article de Wikipédia en anglais intitulé « Monticello, Arkansas » (voir la liste des auteurs).